# Андреев, Александр Васильевич
Алекса́ндр Васи́льевич Андре́ев (4 марта 1921, Филиппово, Сельское поселение Ферапонтовское — 16 сентября 2009, Вологда) — советский войсковой разведчик, участник Великой Отечественной войны, командир взвода разведки 83-й гвардейской отдельной разведывательной роты 82-й гвардейской стрелковой дивизии 8-й гвардейской армии 1-го Белорусского фронта. Герой Советского Союза (31.05.1945), гвардии младший лейтенант.

## Биография
Родился 4 марта 1921 года в деревне Филиппово (ныне — Кирилловского района Вологодской области) в крестьянской семье. По национальности русский. Член КПСС с 1965 года. До призыва в апреле 1941 году в Красную Армию работал столяром в Ленинграде.
На фронтах Великой Отечественной войны с 1941 года. 19 января 1945 года командир взвода разведки гвардии младший лейтенант А. Андреев одним из первых в дивизии ворвался в город Лодзь (ныне Польша), где в ходе уличных боёв уничтожил большое количество живой силы противника, а шесть гитлеровцев взял в плен. 6 февраля 1945 года в составе разведгруппы им была осуществлена успешная операция по проникновению внутрь форта Пшицын, были взорваны бронированные ворота форта. В этом бою им лично было уничтожено несколько солдат противника. 11 февраля 1945 года с группой разведчиков проник в форт Бонин (город Познань), истребив в бою свыше десяти гитлеровцев.
Указом Президиума Верховного Совета СССР от 31 мая 1945 года

за образцовое выполнение боевых заданий Командования на фронте борьбы с немецкими захватчиками и проявленные при этом отвагу и геройство

гвардии младшему лейтенанту Андрееву Александру Васильевичу присвоено звание Героя Советского Союза с вручением ордена Ленина и медали «Золотая Звезда» (№ 6037).
После войны уволен в запас. Жил в Мурманске. В 1980-х годах переехал в Вологду.
Умер 16 сентября 2009 года. Похоронен, согласно завещанию, на малой родине — на кладбище деревни Лукинское Кирилловского района Вологодской области.
Последний Герой Советского Союза, проживавший в Вологодской области.

## Награды
- Медаль «Золотая Звезда» Героя Советского Союза (№ 6037)
- Орден Ленина
- Орден Отечественной войны I степени
- Орден Красной Звезды
- Орден Славы III степени
- Медали, в том числе:
  - Медаль «За освобождение Варшавы»
  - Медаль «За Победу над Германией в Великой Отечественной войне 1941—1945 гг.»
  - Юбилейная медаль «Двадцать лет Победы в Великой Отечественной войне 1941—1945 гг.»
  - Юбилейная медаль «Тридцать лет Победы в Великой Отечественной войне 1941—1945 гг.»
  - Юбилейная медаль «Сорок лет Победы в Великой Отечественной войне 1941—1945 гг.»

## Память
- По оставленному завещанию похоронен на кладбище деревни Лукинское Кирилловского района Вологодской области.
- Имя Героя носит средняя школа в селе Ферапонтово Кирилловского района Вологодской области.
- Имя А. В. Андреева высечено на Монументе славы в Кировском сквере Вологды.